# Erwan Lecœur
Pour les articles homonymes, voir Lecœur.
Erwan Lecœur est un sociologue et politologue français, né en 1970. Il est spécialiste de l'extrême droite et de l'écologie politique. Consultant, ancien journaliste, chargé de cours, directeur d'études, il a aussi travaillé dans la communication. Il est proche du parti Europe Écologie Les Verts.

## Biographie

### Formation
Diplômé en sciences politiques (université libre de Bruxelles) et en journalisme, Erwan Lecœur est docteur en sociologie après avoir soutenu, le 3 mai 2002, une thèse intitulée Front national : sens et symboles. La construction d'un repli identitaire ethnico-religieux dans la France de la fin du XXe siècle avec, comme directeur, Yves Chevalier.
Un article du 5 mai 2002 en une du journal Le Monde relève que Lecœur a, dès fin 2001, émis l'hypothèse d'un approfondissement de la « crise du sens » qui avait fait le lit du « phénomène Le Pen » et d'une progression logique des scores du FN qui pouvait entraîner l'accession de Jean-Marie Le Pen au second tour de l'élection présidentielle (du 21 avril 2002).
Plusieurs chapitres de cette thèse sont retranscrits dans un ouvrage, paru l'année suivante (mars 2003) aux éditions La Découverte, Un néopopulisme à la française. Depuis, il a publié plusieurs ouvrages et de nombreux articles sur le sujet. Il mène des activités d'études et de conseils dans le domaine de la communication politique et de la sociologie et poursuit une activité de recherches sur l'extrême droite, la communication et les médias, le rôle des partis et des mouvements citoyens,, ou l'écologie politique. Spécialiste du populisme et de l'extrême droite française, ainsi que de l'écologie politique, il intervient régulièrement dans les médias sur ces sujets,,,,,,,.

### Parcours professionnel
Consultant en sociologie et communication, il intervient pour de nombreuses organisations (ministères, associations, entreprises) pour des enquêtes socio-politiques (diagnostics, préconisation), ou des formations. Chercheur associé au laboratoire UMR-Pacte (équipe Gouvernance), il participe à des enquêtes sur les mouvements climat, les populismes, le suivi des élections, l'impact médiatique sur le politique, les questions de transition écologique, etc. Il travaille notamment depuis 2006 sur la question des changements de comportements ou d'attitudes face à la crise écologique, (conférence TedX). Il oriente depuis quelques années ses travaux de recherche (formations de l'IFS, écrits) autour de la transition écologique, des nouveaux comportements et des questions de changement d'attitude (opinions et comportements) et d'évolution des modes de vie face aux nouveaux défis contemporains (changement climatique, catastrophes naturelles, etc.).

#### Médiascopie et Observatoire du débat public
Erwan Lecœur a enseigné la psychologie sociale et s'intéresse en particulier aux liens entre religieux et politique, à l'utilisation de symboles, à la forme du discours médiatique et aux autres évocations signifiantes dans le domaine social et politique. Il devient en 2003 directeur d'études de l'institut Médiascopie et directeur scientifique de l'Observatoire du débat public (organisme indépendant de veille sociologique sur les médias et la politique), au sein duquel il mène de nombreuses études qualitatives de « veille sociologique » (méthodes qualitatives) sur l'impact de la réception médiatique et leurs effets sur les représentations sociales des « médiaconsommateurs » français et leurs opinions politiques.
En 2007, il dirige chez Larousse un Dictionnaire de l'extrême droite qui rassemble les contributions de spécialistes comme Jean-Yves Camus, Sylvain Crépon, Nonna Mayer, Marie-Cécile Naves, Birgitta Orfali, Bernard Schmid, Fiammetta Venner.

#### Enseignement
Chargé de cours à l'Institut d'études politiques de Paris (Sciences Po), en communication publique, il enseigne les méthodes qualitatives (sciences sociales) à l’Institut d'études politiques de Grenoble et la sociologie en master de journalisme. Il a été chargé de séminaire à l'Institut d'études politiques de Lille en 2008 (sur le Front national), puis sur l'écologie politique en 2012 (à l'Institut catholique de Paris, FASSE), et chargé d'un cours en communication politique à l’Institut d'études politiques de Grenoble.

### Parcours associatif et politique

#### Auprès d'EELV et des Colibris
Proche d'Europe Écologie Les Verts, il livre des conseils en stratégie et communication au parti en 2009 lors de la campagne des européennes.
Il succède pendant quelques mois en 2013 à Cyril Dion au poste de responsable stratégie du mouvement Colibris,.

#### Directeur de la communication de la Ville de Grenoble (2014-2017)
Après avoir été sociologue-consultant pour Éric Piolle lors de la campagne municipale de 2014 à Grenoble, il devient le directeur de la communication de la municipalité de Grenoble en mai 2014, poste qu'il quitte en novembre 2017. À ce poste, il remanie intégralement la formule du journal municipal et crée le magazine bimédia GreMag (gre-mag.fr) qui se voit récompensé par le prix de la presse territoriale de Cap com, en 2015. Il est depuis 2018 membre du comité de pilotage de l'association Cap com.

## Condamnation judiciaire
Le 6 septembre 2023, la chambre correctionnelle de la cour d’appel de Grenoble condamne le maire la ville Éric Piolle ainsi que trois autres personnes, dont Erwan Lecœur, à 8 000 euros d'amende avec sursis pour favoritisme dans le cadre des conditions d’attribution des éditions 2015 et 2016 de la fête des Tuiles.

## Ouvrages
- Un néo-populisme à la française. Trente ans de Front national, La Découverte, coll. « Cahiers libres », Paris, 2003  (ISBN 2-7071-3931-9)
- Dictionnaire de l’extrême droite (dir. d'ouvrage), Larousse, coll. « À présent », Paris, 2007  (ISBN 9782035826220)
- Des écologistes en politique, Lignes de repères, Paris, 2011  (ISBN 978-2-915752-61-8)
- Petit bréviaire écolo (avec Wilfrid Séjeau), Les Petits matins, Paris, 2011
- Face au FN (avec Enzo Poultreniez), Le Passager clandestin, Paris, 2013  (ISBN 978-2-916952-90-1)
- Ecologie et politique. le progrès peut-il être durable ? entretiens avec C. Clergeau, L'Aube 2014[28].

## Filmographie
- La Cravate, documentaire de Mathias Théry et Étienne Chaillou (2020)[29] Entretiens avec Pascal Perrineau et Erwan Lecœur dans la version DVD[30].